# روبن برودبنت
روبن برودبنت (بالإنجليزية: Reuben Broadbent)‏ هو مهندس معماري أمريكي، ولد في 23 ديسمبر 1817، وتوفي في 20 مايو 1909.